# 최소 궤도 교차 거리

지구와의 최소 궤도 교차 거리가 0.0263 AU인 (4953) 1990 MU의 궤도로, 이 천체는 잠재적 위험 천체로 분류된다.

최소 궤도 교차 거리(영어: Minimum orbit intersection distance, MOID)는 천문학에서 천체간의 충돌 가능성을 논할 때 사용되는 값으로, 두 천체의 접촉 궤도의 최소 거리를 말한다. 지구와의 최소 궤도 교차 거리 값은 JPL 소천체 데이터베이스 등 혜성과 소행성을 설명할 때 간혹 사용된다. 지구 이외에도 목성이나 금성 등 다른 천체와의 값도 사용되기도 한다.
어떤 천체가 지구와의 최소 궤도 교차 거리가 0.05 AU 이하라면, 지구에 위협을 가할 수 있다고 판단되어 잠재적 위협 천체(PHO)로 분류된다. 지구보다 질량이 큰 천체는 이 값이 더 커지며, 예를 들어 목성은 1 AU 이하라면 충돌 가능성이 있다고 판단한다.
최소 궤도 교차 거리가 작다고 해서 충돌 가능성이 마냥 높은 것만은 아닌데, 이는 행성들이 소행성들의 궤도를 수시로 교란시키기 때문에 다른 궤도로 계속 옮겨다니기 때문이다. 천체끼리 충돌하려면, 둘 중 하나의 궤도가 섭동되기 전에 두 천체가 가장 가까워지는 지점에 동시에 도달해야 한다. 또한, 특히 행성들의 섭동 현상에 의해, 소행성의 궤도 계산은 먼 미래일수록 급격히 불확실해진다. MOID 수치는 현재 천체의 궤도 요소로 계산한 것으로, 미래의 변화에 대한 고려는 전혀 되어 있지 않다.
현재까지 토리노 척도가 4로 측정된 소행성은 지구와의 MOID가 0.000316 AU인 아텐 소행성군의 99942 아포피스이다. 하지만 이 소행성이 가장 교차 거리가 짧은 소행성은 아닌데, 이는 지름 140 m 이하 천체는 정확한 궤도 측정이 어려워 잠재적 위협 천체로 분류되지 않기 때문이다. 현재까지 지구와 충돌하기 전에 MOID 값이 계산된 천체는 2008 TC3과 2014 AA 뿐으로, 2008 TC3는 소행성체 센터 기준으로 MOID 값이 0.00001 AU, JPL 소천체 데이터베이스 기준 0.0000078 AU이다.
| 천체                | 지구와의 MOID (AU) | 크기 (m) (근사치) | (H)  | 센트리 위험 목록 등록 여부 |
| ------------------- | ------------------ | ----------------- | ---- | -------------------------- |
| (137108) 1999 AN10  | 0.000003 AU        | 1300              | 17.9 |                            |
| 2004 MX2            | 0.000019 AU        | 1258              | 19.3 |                            |
| 2017 YZ1            | 0.000036 AU        | 260               | 20.4 |                            |
| (164207) 2004 GU9   | 0.000050 AU        | 163               | 21.1 |                            |
| (442037) 2010 PR66  | 0.000083 AU        | 488               | 19.3 |                            |
| (177049) 2003 EE16  | 0.000103 AU        | 320               | 19.9 |                            |
| 2016 FG60           | 0.000113 AU        | 300               | 21.1 |                            |
| 2000 TU28           | 0.000132 AU        | 200               | 20.8 |                            |
| (433953) 1997 XR2   | 0.000133 AU        | 200               | 20.7 |                            |
| (292220) 2006 SU49  | 0.000175 AU        | 380               | 19.5 |                            |
| (216985) 2000 QK130 | 0.000212 AU        | 200               | 21.0 |                            |
| 2011 SM68           | 0.000214 AU        | 300               | 19.6 |                            |
| 2007 PV27           | 0.000221 AU        | 300               | 20.2 |                            |
| (85236) 1993 KH     | 0.000226 AU        | 500               | 18.6 |                            |
| 2009 KK             | 0.000231 AU        | 280               | 20.5 |                            |
| 99942 아포피스      | 0.000316 AU        | 370               | 19.7 | 예                         |
| 2008 PK3            | 0.000321 AU        | 140               | 22.0 |                            |
| 2007 TU24           | 0.000328 AU        | 250               | 20.3 |                            |
| 2014 EG45           | 0.000352 AU        | 140               | 21.9 |                            |
| 2016 CB194          | 0.000370 AU        | 1300              | 17.6 |                            |
| 2004 UE             | 0.000378 AU        | 220               | 21.0 |                            |
| (297300) 1998 SC15  | 0.000392 AU        | 320               | 19.2 |                            |
| (367789) 2011 AG5   | 0.000392 AU        | 140               | 21.8 |                            |

## 같이 보기
- 근지구 천체
- 잠재적 위협 천체